# Parafia Niepokalanego Serca Najświętszej Maryi Panny w Siechnicach
Parafia pw. Niepokalanego Serca Najświętszej Maryi Panny w Siechnicach – znajduje się w dekanacie wrocławskim wschodnim w archidiecezji wrocławskiej. Jej proboszczem jest ks. Stanisław Stelmaszek. Obsługiwana przez księży archidiecezjalnych. Erygowana w 1965.